# Jan I (książę Meklemburgii, XIII w.)

Podział Meklemburgii między Jana I i jego braci

Jan I (ur. przed 1211, zm. 1 sierpnia 1264) – książę Meklemburgii od 1227.

## Życiorys
Jan był synem Henryka Borwina II i Krystyny, córki króla Szwecji Swerkera II Młodszego.
 Wstąpił na tron meklemburski po śmierci swego dziadka, Henryka Borwina I. Początkowo rządy opiekuńcze sprawowała matka, jednak już w 1229 dokonany został podział Meklemburgii między Jana i jego młodszych braci: Jan otrzymał główną część, Henryk Borwin III otrzymał Rostock, Mikołaj – Werle, a Przybysław – Parchim. Zapoczątkowane zostały w ten sposób cztery linie dynastii meklemburskiej, a ponowne zjednoczenie kraju nastąpiło po wielu dziesiątkach lat. Dzięki zwycięstwie w bitwie pod Bornhöved Meklemburgia w 1227 została uwolniona spod duńskiego zwierzchnictwa, odtąd jednak ubiegali się o nie książęta Saksonii-Lauenburg i hrabiowie Holsztynu. Nadał prawa miejskie Güstrow. Uzyskał część terytorium należących wcześniej do brata Przymysława, a także część terytorium hrabstwa Schwerinu.

## Rodzina
Żoną Jana była Luitgarda z Hennebergu. Z małżeństwa tego pochodziło siedmioro dzieci:
- Henryk I Pielgrzym (1230?-1302), książę Meklemburgii,
- Albrecht I (?-1265), współregent Meklemburgii,
- Mikołaj III (?-1289/90), współregent Meklemburgii,
- Jan II (?-1299), współregent Meklemburgii,
- Poppon (?-przed 1264),
- Herman (?-przed 1273), kanonik w Schwerinie,
- Elżbieta (?-przed 1280), żona hrabiego Holsztynu Gerarda I.